# Крістін Огуруоґу
Крістін Огуруоґу  (англ. Christine Ohuruogu, 17 травня 1984) — британська легкоатлетка, олімпійська чемпіонка.

## Виступи на Олімпіадах
| Олімпіада   | Дисципліна              | Місце     |
| ----------- | ----------------------- | --------- |
| Афіни 2004  | біг на 400 метрів       | 4 h1 r2/3 |
| Афіни 2004  | естафета 4 x 400 метрів | 4         |
| Пекін 2008  | біг на 400 метрів       | 1         |
| Пекін 2008  | естафета 4 x 400 метрів | 5         |
| Лондон 2012 | біг на 400 метрів       | 2         |
| Лондон 2012 | естафета 4 x 400 метрів | 5         |